# 富山市立三成中学校
富山市立三成中学校（とやましりつ さんじょうちゅうがっこう）は、富山県富山市にある市立中学校。

## 沿革
個別に出典が提示されていない箇所の出典→。
- 1947年
  - 4月1日　上条村、三郷村、相ノ木村、舟橋村の四ヶ村による中新川郡学校組合立上条中学校として設立。
  - 9月15日　名称を中新川郡学校組合立白岩中学校に改称。
- 1950年4月17日　名称を中新川郡学校組合立三成中学校に改称。
- 1951年8月28日　校舎新築落成式挙行。
- 1954年4月1日　上条村、三郷村は水橋町へ、相ノ木村は上市町に合併。
- 1955年2月28日、名称を水橋町外1町組合立三成中学校と改称。
- 1960年4月1日　組合立を解消し、水橋町立となり、水橋町立三成中学校と改称。同時に上市町相ノ木地区より委託生を受け入れる。
- 1965年10月1日　給食室を完備し給食を開始。
- 1966年5月1日　水橋町が富山市と合併し、富山市立三成中学校となる。
- 1970年8月1日　富山県立上市高等学校三成分校の管理移管される。
- 1973年11月1日　体育館ステージ新設。
- 1974年8月5日　三成プール完成。
- 1977年9月1日　国旗掲揚塔設置。中庭の池を改築。
- 1977年12月5日　米飯完全給食を実施。
- 1988年4月13日　鉄筋コンクリート造り3階建て、体育館含めた延床面積5,430m2の新校舎が完成[3]。

## 校区
- 富山市立三成小学校

(旧富山市立三郷小学校、旧富山市立上条小学校)

## 周辺
- 国道415号